# Ṣ́
Ṣ́ (minuscule : ṣ́), appelé S accent aigu point souscrit, est une lettre latine utilisée dans utilisé dans certaines romanisations de l’alphasyllabaire guèze.
Il s’agit de la lettre S diacritée d’un accent aigu et d’un point souscrit.

## Utilisation
Dans certaines translittérations[Lesquelles ?] de l’alphasyllabaire guèze, ‹ ṣ́a › représente ፀ.

## Représentations informatiques
Le S accent aigu point souscrit peut être représenté avec les caractères Unicode suivants : 
- composé et normalisé NFC (latin étendu additionnel, diacritiques) :

| formes    | représentations | chaînes de caractères | points de code | descriptions                                                     |
| --------- | --------------- | --------------------- | -------------- | ---------------------------------------------------------------- |
| majuscule | Ṣ́               | Ṣ◌́                    | U+1E62 U+0301  | lettre majuscule latine s point souscrit diacritique accent aigu |
| minuscule | ṣ́               | ṣ◌́                    | U+1E63 U+0301  | lettre minuscule latine s point souscrit diacritique accent aigu |

- décomposé et normalisé NFD (latin de base, diacritiques) :

| formes    | représentations | chaînes de caractères | points de code       | descriptions                                                                 |
| --------- | --------------- | --------------------- | -------------------- | ---------------------------------------------------------------------------- |
| majuscule | Ṣ́               | S◌̣◌́                   | U+0053 U+0323 U+0301 | lettre majuscule latine s diacritique point souscrit diacritique accent aigu |
| minuscule | ṣ́               | s◌̣◌́                   | U+0073 U+0323 U+0301 | lettre minuscule latine s diacritique point souscrit diacritique accent aigu |